# پودبورانی
پودبورانی (به چکی: Podbořany) یک منطقهٔ مسکونی در جمهوری چک است که در ناحیه لوونی واقع شده‌است. پودبورانی ۶٬۳۹۹ نفر جمعیت دارد.

## خواهرخوانده
شهر روسی خواهرخواندهٔ پودبورانی هست.